# 沙坝子站
沙坝子站是位于内蒙古自治区达拉特旗沙坝子的一个铁路车站，邮政编码14306。车站建于1988年，有包神铁路经过该站，现仅办理货运，不办理客运业务。车站距离包头东站61公里，隶属包神铁路公司，是四等站。